# Puccio Capanna

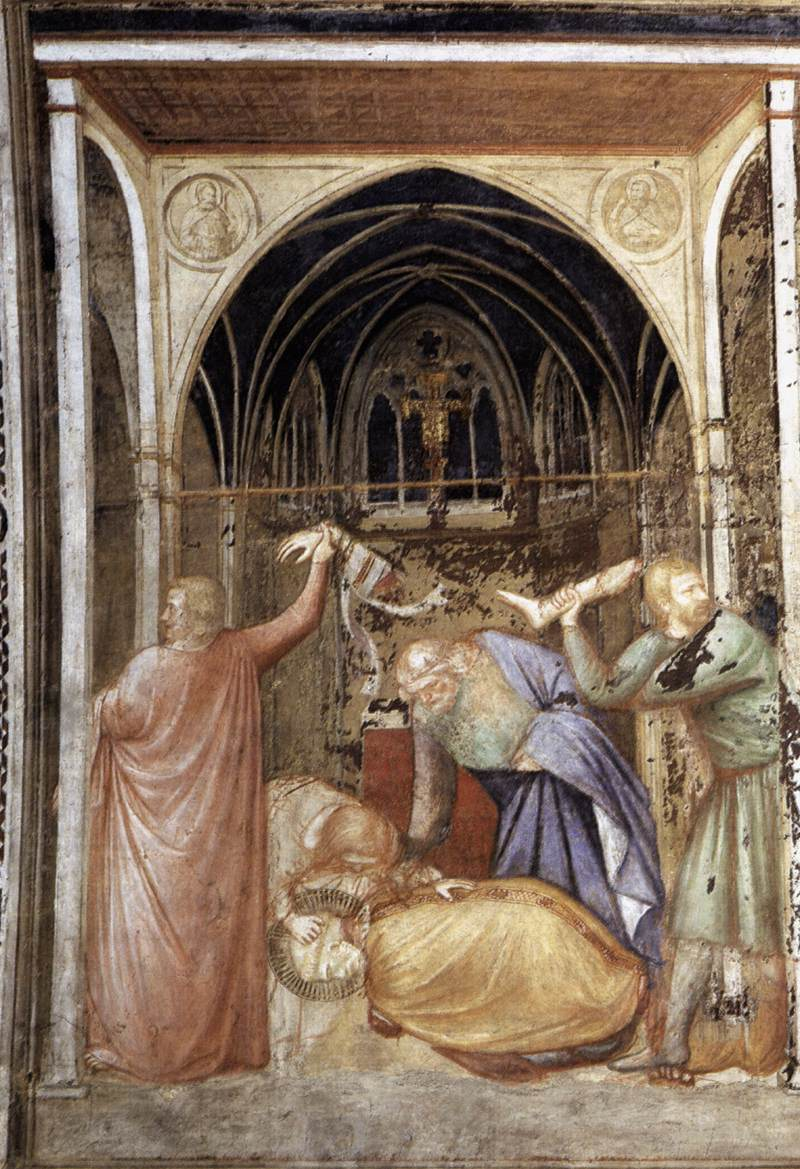
Martyrium des Hl. Stanislaus

Puccio Capanna, ein italienischer Maler der ersten Hälfte des 14. Jahrhunderts, wirkte hauptsächlich in Assisi, Umbrien, Italien zwischen 1341 und 1347.
Vasari beschreibt ihn als einen der gelehrigsten Schüler von Giotto und schreibt, dass ihn die Bürger Assisis als Mitbürger betrachteten, weil er so lange in der Unterkirche der Basilika San Francesco malte.
Ein Dokument von 1341 bezeugt die Existenz eines Malers namens Puccio di Capanna: ein Puccius Cappanej et Cecce Saraceni, pictores de Assisio wurden beauftragt, Fresken mit der Jungfrau Maria mit Jesuskind (Maesta) und Heiligen in Kirchen Assisis zu malen (Porta Bonaematris (ging verloren) und der Porta Sancti Ruphini (Portal der Kathedrale San Rufino)).
Puccio Capanna in Assisi wird auch nochmals 1347 erwähnt: verkaufte einen Ochsen an den Sacro Convento (Cenci, 1974).
Inzwischen existieren viele ihm von Fra’ Ludovico da Pietrelunga (16. Jahrhundert) und Vasari zugeschriebene Werke nicht mehr.